# Werner Stöckl
Werner Stöckl, född 28 juni 1952 i Reșița, är en rumänsk tidigare handbollsspelare.
Han tog OS-brons i herrarnas turnering i samband med de olympiska handbollstävlingarna 1972 i München.
Han tog OS-silver i herrarnas turnering i samband med de olympiska handbollstävlingarna 1976 i Montréal.